# Synagoga w Úštěku
Synagoga w Úštěku (cz. Synagoga v Úštěku) – synagoga znajdująca się w Úštěku w Czechach.
W 1774 roku lokalna gmina żydowska zwróciła się do władz miejskich z prośbą o zgodę na wydobycie kamienia budowlanego w miejskim kamieniołomie. Synagoga została wzniesiona zapewne jeszcze w tym samym roku. W suterenie budowli znajdowała się szkoła żydowska.
W 1849 roku postanowiono przebudować synagogę według projektu miejscowego budowniczego Wenzela Jahna. Prace zostały wykonane w 1851 roku. Po północnej stronie wzniesiono neorenesansowy przedsionek ze schodami na galerię dla kobiet. Cały budynek podwyższono o 1,2 metra.
Po zakończeniu II wojny światowej synagoga była zamknięta. W latach 70. XX wieku myślano o jej zburzeniu. W latach 2001–2003 przeprowadzono jej remont kapitalny. Synagogę otwarto 10 września 2003 roku. We wnętrzu znajduje się ekspozycja muzealna poświęcona społeczności żydowskiej.